# Illerup Ådal
Illerup Ådal ligger ved Skanderborg og er kendt for fund af store mængder våben, der i jernalderen blev ofret i den sø, der dengang dækkede 10 hektar.

## Oldtidsfundet
De første fund afdækkedes under dræningsarbejde i 1950,[kilde mangler] og området blev udgravet i 1950'erne af museumsinspektør Harald Andersen
og igen i 1975-1985. Der er fundet mere end 15.000 genstande; først og fremmest våben og personligt udstyr fra forskellige perioder af jernalderen. Efter sejre er fjendens udstyr ødelagt og kastet i søen, sandsynligvis som et offer.
Fundene udgør omkring 40% af de samlede ofre i søen. Efter 1996 er 33 hektar af den oprindelige sø opkøbt og arealfredet for at bevare de mange genstande, der ikke er udgravet, mod udtørring. Materialet fra Illerup Ådal stammer fra flere krigeriske angreb på østjyderne. Der er fund fra 200 e.Kr., 225, 375 og 450 e.Kr. Angriberne kom fra områderne omkring Østersøen, hovedsageligt fra andre dele af Skandinavien.
Den ældste sætning, vi har fået overleveret på urnordisk, er ordene NITHIJO TAWIDE, indridset på et skjoldhåndtag af sølv netop fra fra våbenofferfundet i Illerup Ådal. Det oversættes med "Nithijo gjorde" eller "Nithijo lod gøre". Ordet TAWIDE kommer af udsagnsordet TAUJAN (= at gøre), og formen er tredje person datid. Ordet genfindes i den 200 år yngre guldhornsindskrift i formen TAWIDO, som er i første person og ender på o. 
Dalen ses fra motorvejen mellem Stilling og Skanderborg.

## Alken Enge
Arkæologen Harald Andersen foretog arkæologiske undersøgelser i bl.a. den nedre del af Illerup Ådal, kendt som Alken Enge fra 1957 til 1962. Men først med to sonderende undersøgelser i området i 2008 og 2009 blev det klart, at der var store muligheder for vigtige jernalderfund her. Med et samarbejde mellem Skanderborg Museum og Aarhus Universitet afdeling for Forhistorisk Arkæologi, er det i 2011 lykkedes at få bevilget 1,5 millioner kr fra Carlsbergfondet, til et videre forskningsprojekt: Hær og efterkrigsritual i jernalder - de dræbte krigere i offermosen Alken Enge i Illerup Ådal. og der er nu foretaget større udgravninger i Alken Enge med fund af bl.a. flere hundrede krigere fra jernalderen til følge.